# Koja Kitagawa
Koja Kitagawa (japonsky 北川 航也, * 26. července 1996) je japonský fotbalista.

## Klubová kariéra
S kariérou začal v japonském klubu Shimizu S-Pulse. V roce 2019 přestoupil do rakouského klubu SK Rapid Wien.

## Reprezentační kariéra
Jeho debut za A-mužstvo Japonska proběhl v zápase proti Panamě 12. října 2018. S japonskou reprezentací se zúčastnil Mistrovství Asie ve fotbale 2019. S týmem získal stříbrné medaile. Kitagawa odehrál za japonský národní tým v letech 2018–2019 celkem 8 reprezentačních utkání.

## Statistiky
| Japonsko | Japonsko | Japonsko |
| Roky     | Záp.     | Góly     |
| -------- | -------- | -------- |
| 2018     | 3        | 0        |
| 2019     | 5        | 0        |
| Celkem   | 8        | 0        |

## Úspěchy

### Reprezentační
- Mistrovství Asie: ; 2019